# 田畑泉
田畑 泉（たばた いずみ、1956年 - ）は、立命館大学スポーツ健康科学部及びスポーツ健康科学研究科の学部長及び研究科長を務める教授。タバタ式トレーニングを考案した。

## 概要
東京大学教育学部及び教育学研究科を修了した後、 スピードスケートのナショナルチームでコーチをしていた入澤孝一（現高崎健康福祉大学教授）が導入していたトレーニングを運動生理学的側面から研究し、効果を実証した論文を発表したところ、合理的で高い効果が得られる点が海外で評価されブームになり、"Tabata Protocol"と呼ばれてインデペンデント紙にも取り上げられるまでに至った。このトレーニング法は近年になって「タバタ式トレーニング」の名で日本にも逆輸入され、国内でも様々な記事に取り上げられたが、誤解されている点が多く解説書を執筆し出版している他、トレーニングの公式サイトも開設されている。